# Oreomela
Oreomela là một chi bọ cánh cứng trong họ Chrysomelidae.
Chi này được miêu tả khoa học năm 1895 bởi Jacobson.

## Các loài
Các loài trong chi này gồm:
- Oreomela belousovi Lopatin, 2002
- Oreomela borealis Lopatin, 1999
- Oreomela borochorensis Lopatin, 2002
- Oreomela cheni Lopatin, 2002
- Oreomela dolini Lopatin, 2005
- Oreomela dudkorum Mikhailov, 2007
- Oreomela dzhungara Lopatin, 1990
- Oreomela foveipennis Chen & Wang in Chen, Wang & Jiang, 1986
- Oreomela foveipennis Chen & Wang in Huang, Han & Zhang, 1985
- Oreomela gansuica Lopatin, 2002
- Oreomela gracilis Lopatin, 1999
- Oreomela inflata Lopatin, 2006
- Oreomela kabaki Lopatin, 1995
- Oreomela korotjaevi Lopatin, 1983
- Oreomela laticollis Wang, 1992
- Oreomela lopatini Gruev, 1991
- Oreomela melanosoma Wang, 1992
- Oreomela milae Lopatin, 2007
- Oreomela mirabilis Lopatin, 1998
- Oreomela montivaga Lopatin, 1987
- Oreomela nitidicollis (Wang, 1992)
- Oreomela parva Lopatin, 2005
- Oreomela potanini Lopatin, 2002
- Oreomela puncticollis Lopatin, 1999
- Oreomela recticollis Lopatin, 1995
- Oreomela romantsovi Mikhailov, 2007
- Oreomela rufipes Lopatin, 2002
- Oreomela rugipennis Chen & Wang in Wang & Chen, 1981
- Oreomela setigera Wang, 1992
- Oreomela sichuanica Lopatin, 2005
- Oreomela striata Lopatin, 2004
- Oreomela sussamyrica Lopatin, 1987
- Oreomela tuvensis Mikhailov, 2007
- Oreomela violacea Wang, 1992
- Oreomela wangi Lopatin, 2002
- Oreomela yangi Lopatin, 2005
- Oreomela yunnana Lopatin, 2004